# 미도리이촌
미도리이촌(緑井村)은 히로시마현 아사군에 설치되었던 촌이다. 1955년 7월 1일 미도리이촌과 가와우치촌, 야기촌 등 3개 촌이 합병하여 사토정 신설되고 폐지되었다.